# Teanna Kai
Teanna Kai (Manila, 25 marzo 1978) è un'ex attrice pornografica e regista statunitense di origini asiatiche.

## Biografia

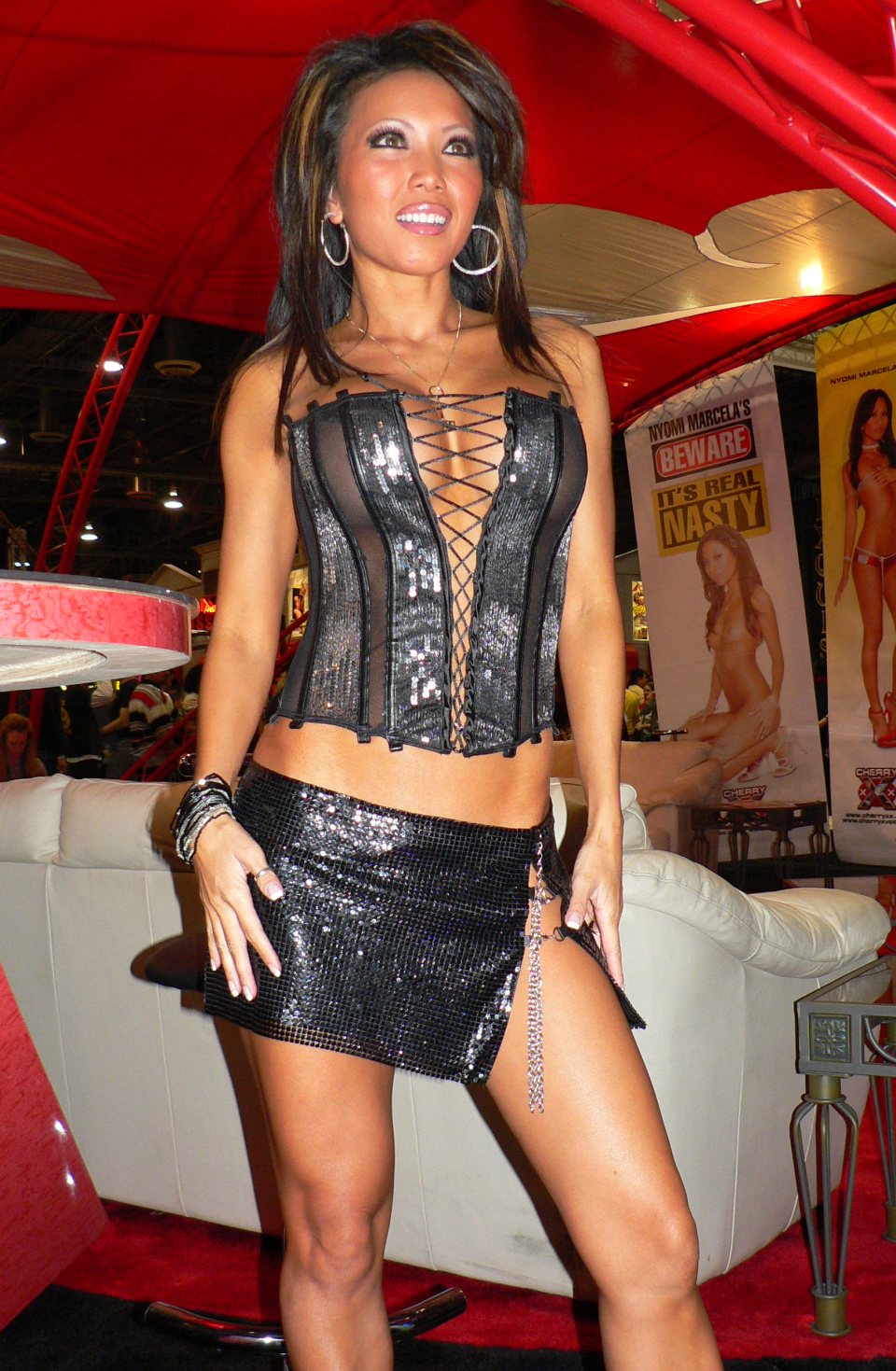
Teanna Kai nel 2007

La Kai ha rivendicato nelle sue interviste due differenti origini. In una sarebbe nata a Manila e sarebbe mezza Hawaiana e mezza Filippina, giunta in America nel 1994, e vivrebbe a Stockton (California). In un'altra sarebbe nata in Vietnam, scappata con i suoi genitori a Singapore quando aveva sette anni. La sua famiglia si sarebbe trasferita poi nel Minnesota e quindi nella California settentrionale.In entrambe le versioni, dice di essere cresciuta in una grande famiglia, con genitori molto severi. Ha fatto la cheerleader alle superiori.

## Carriera pornografica
È stata Pet of the Month per Penthouse Magazine nell'ottobre 2001.Le sue prime scene nel cinema per adulti sono state nel 1999 con Ed Powers e Don Fernando. Ha comunque dichiarato che con loro si sentiva sotto pressione e all'inizio avrebbe preferito fare solo scene con altre ragazze. All'inizio, fece alcune scene fotografiche con uomini sotto lo pseudonimo di "Kayla", apparsi su Foxes.
Dopo alcuni anni in cui ha lavorato solo con altre donne, Teanna Kai ha cominciato ad interpretare scene eterosessuali nel 2006, con il suo ragazzo di allora.
Secondo l'IAD, nel 2010 ha girato la sua ultima scena per cui la sua carriera deve considerarsi conclusa.

## Riconoscimenti
- AVN Award
  - 2004 – Best All-Girl Sex Scene (film) – Snakeskin con Dru Berrymore[6]

## Filmografia

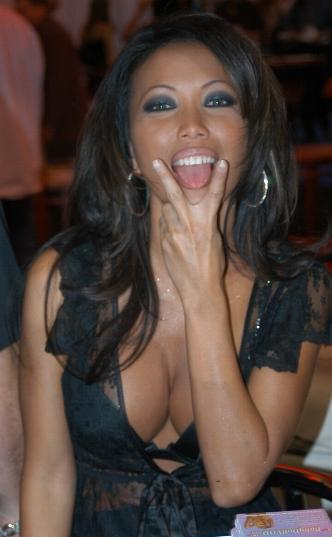
Teanna Kai nel 2010

### Attrice
- Asian Dolls Uncut 1 (1999)
- Asian Street Hookers 9 (1999)
- Buffy Malibu's Nasty Girls 21 (1999)
- Four Finger Club 5 (1999)
- Gina's Girls (1999)
- Girl's Affair 38 (1999)
- Heat 2 (1999)
- No Man's Land Interracial Edition 2 (1999)
- North Pole 10 (1999)
- Nymph Fever 2 (1999)
- Sex Offenders 9 (1999)
- Action Sports Sex 12 (2000)
- Asian Dolls Uncut 4 (2000)
- Chill'in Wit the Mack 1 (2000)
- College Girls Do 6 (2000)
- Fresh And Natural 3 (2000)
- Girl Thing 4 (2000)
- More Dirty Debutantes 174 (2000)
- More Dirty Debutantes 176 (2000)
- Primal Urge (2000)
- Taped College Confessions 14 (2000)
- Troubled Love (2000)
- Asian Fever 1 (2001)
- Cheaters (2001)
- Girl World 1 (2001)
- Girl World 3 (2001)
- Puritan Magazine 31 (2001)
- Pussyman's Decadent Divas 11 (2001)
- Anal Addicts 9 (2002)
- Asian Express 1 (2002)
- Chandler AKA Filthy Whore (2002)
- Club TropiXXX (2002)
- Escort (2002)
- Flirts 4 (2002)
- Forbidden Fantasies (2002)
- Interracial Sorority Bash 3 (2002)
- Intimate Strangers (2002)
- Love Letters (2002)
- PPV-682: Teanna Kai (2002)
- Pussyman's Decadent Divas 17 (2002)
- Pussyman's Decadent Divas 18 (2002)
- Pussyman's Decadent Divas 20 (2002)
- Snakeskin (2002)
- Teanna Kai (2002)
- Teanna Kai's Foot Tease (2002)
- Treasure Box (2002)
- Trouble Next Door (2002)
- Whoriental Sex Academy 5 (2002)
- 18 and Lost in Asia (2003)
- Asian Express 2 (2003)
- Asian Hoze (2003)
- Asian Persuasion (2003)
- Behind the Mask (2003)
- Blue Screen (2003)
- Cherry Bombs (2003)
- Cruisin Jennaville (2003)
- Dayton's Naughty Comeback (2003)
- Fem Diva (2003)
- Generation XXX (2003)
- I Crave Sex (2003)
- In the Name of Sex (2003)
- Island Girls (2003)
- Nurse Teanna (2003)
- On the Prowl 5 (2003)
- Perfect Pink (2003)
- Private Sports 3: Desert Foxxx (2003)
- Pussy Foot'n 2 (2003)
- Pussy Foot'n 9 (2003)
- Rub The Muff 7 (2003)
- Sex Idol (2003)
- Tricks And Treats (2003)
- Twisted Cheerleader Tryouts 2 (2003)
- United Colors Of Ass 10 (2003)
- Whoriental Sex Academy 6 (2003)
- Delilah (2004)
- Dirty Dykes (2004)
- Do It Nasty (2004)
- Finger Licking Good 1 (2004)
- Hook-ups 7 (2004)
- Luscious Muff (2004)
- Masseuse (2004)
- Nasty Little Stripper Girls (2004)
- Pool Shark (2004)
- Soloerotica 5 (2004)
- South Of Eden (2004)
- Teanna Kai's Club House (2004)
- Teanna Kai's Sex in the Sun (2004)
- Twisted Nurses 2 (2004)
- Wet (2004)
- Whipped Cream And Honey (2004)
- Aria's Secret Desires (2005)
- Asian Erotica (2005)
- Asian Invaders 2 (2005)
- Bitch (2005)
- Cytherea's Pussy Playground (2005)
- Girlvana 1 (2005)
- Lettin' Her Fingers Do The Walking (2005)
- Lingerie Lust (2005)
- Nasty Girls (2005)
- No Limitations (2005)
- Pussy Foot'n 15 (2005)
- Secrets of the Velvet Ring (2005)
- Teanna Does Chaisey And Lilly (2005)
- World of Sexual Variations 2 (2005)
- Asian Devastation 3 (2006)
- Asian Passion (2006)
- Chasey's Lipstick Lesbians (2006)
- Clique (2006)
- Grub Girl (2006)
- It Takes Two (2006)
- Multi-Racial Mayhem (2006)
- Sugar Daddy Wanted (2006)
- Teacher 1 (2006)
- United Colors Of Ass 11 (2006)
- Asian 3 Way (2007)
- Lesbian MILFs (2007)
- Lesbians Gone Wild (2007)
- Lickalicious 4 (2007)
- Nikki's Lipstick Lesbians (2007)
- Pussy Lickers Paradise 1 (2007)
- Pussy Lickers Paradise 2 (2007)
- Big Tit Pole Dancers (2008)
- Ghost Whispers (2008)
- Girlicious (2008)
- Teen Asian Angels 1 (2008)
- Daisey's Dirty Dreams (2009)
- Naughty Neighbors (2009)
- For Her Tongue Only (2010)
- Lez B Asians (2011)
- Only The Best Of Sunrise Adams (2011)

### Regista
- Forbidden Fantasies (2002)